# Grabie (Teodorówka)
Grabie – zniesiona wieś w Polsce, obecnie w granicach wsi Teodorówka w województwie mazowieckim, w powiecie grójeckim, w gminie Pniewy. Leży we wschodniej części wsi, przy drodze na Osieczek.
W latach 1867–1954 w gminie Konie. 20 października 1933 w woj. warszawskim utworzono gromadę Grabie granicach gminy Konie, składającą się z wsi Grabie, kolonii Gaik i Wsi Kołacze.
Podczas II wojny światowej w Generalnym Gubernatorstwie, w dystrykcie warszawskim. W 1943 gromada Grabie liczyła 108 mieszkańców.
W związku z reorganizacją administracji wiejskiej jesienią 1954, Grabie, już jako część Teodorówki, weszło w skład nowej gromady Wilczoruda, a po jej zniesieniu w 1959 roku do gromady Pniewy.